# Jugoszláv U21-es labdarúgó-válogatott
A Jugoszláv U21-es labdarúgó-válogatott Jugoszlávia 21 éven aluli labdarúgó-válogatottja volt, melyet a jugoszláv labdarúgó-szövetség irányított.

## U21-es labdarúgó-Európa-bajnokság
- 1978: Aranyérmes
- 1980: Elődöntő
- 1982: nem jutott ki
- 1984: Elődöntő
- 1986: nem jutott ki
- 1988: nem jutott ki
- 1990: Ezüstérmes
- 1992: nem jutott ki

## Utódállamok
| Bosznia-Hercegovina |
| Horvátország        |
| Észak-Macedónia     |
| Szlovénia           |
| Szerbia             |
| Montenegró          |